# Urra
Urra es un caserío y un lugar habitado del municipio español de la Comunidad Foral de Navarra de Améscoa Baja, situado en la Merindad de Estella, en la comarca de Estella Oriental y a 60,9 km de la capital de la comunidad, Pamplona.  Su población en 2014 fue de  1 habitantes (INE).
El 25 de octubre de 1990, se extinguió como concejo pasando a ser a ser un lugar habitado.

## Topónimo
Su significado en vasco es «el avellano», de ur- ‘avellano’ y el artículo -a. En la documentación antigua aparece como Hurra (1350, NEN) y Urra (1268, NEN).
Urra es el origen del apellido Urra. Su linaje era de los más antiguos del Valle de Améscoa, cuna de los fundadores de los reinos de Pamplona y Navarra en los siglos IX y XII respectivamente.

## Historia

### Edad Media
Los primeros documentos  donde se cita al lugar de Urra son del siglo XII. En 1126, el Libro Redondo de la Catedral de Pamplona consigna la donación por parte de Sancha, al obispo y canónigos de la catedral pamplonesa, del Monasterio de Urra en la Améscoa. Lo cual hace pensar que entonces probablemente se trataría de un monasterio.

### Edad Moderna
La fábrica del palacio, muy antiguo señorío considerado de Cabo de Armería, fue levantada hacia 1550 por orden del señor de Urra, Juan Beltrán de Albizu, quien había ganado su posesión en pleito. Albizu puso demanda ante el rey Felipe II en 1571  pidiendo que sus caseros (habitantes de Urra) fueran reconocidos como vecinos de Améscoa, lo cual le fue concedido.

### Edad Contemporánea
En el siglo XX, los vecinos de Urra, que eran arrendatarios del antiguo señorío, compraron toda la finca y la repartieron a partes iguales.
Urra fue administrativamente un concejo hasta que el  25 de octubre de 1990, debido a que su población estaba por debajo de los 16 habitantes requeridos por la Ley Foral de Administración local para ser concejo, fue extinguido  pasando todas sus funciones administrativas a ser ejercidas por el Ayuntamiento del Valle de Améscoa Baja.

## Demografía
| 2000 | 2001 | 2002 | 2003 | 2004 | 2005 | 2006 | 2007 | 2009 |
| ---- | ---- | ---- | ---- | ---- | ---- | ---- | ---- | ---- |
| 6    | 6    | 6    | 6    | 6    | 6    | 6    | 4    | 4    |